# Isztroromán nyelv

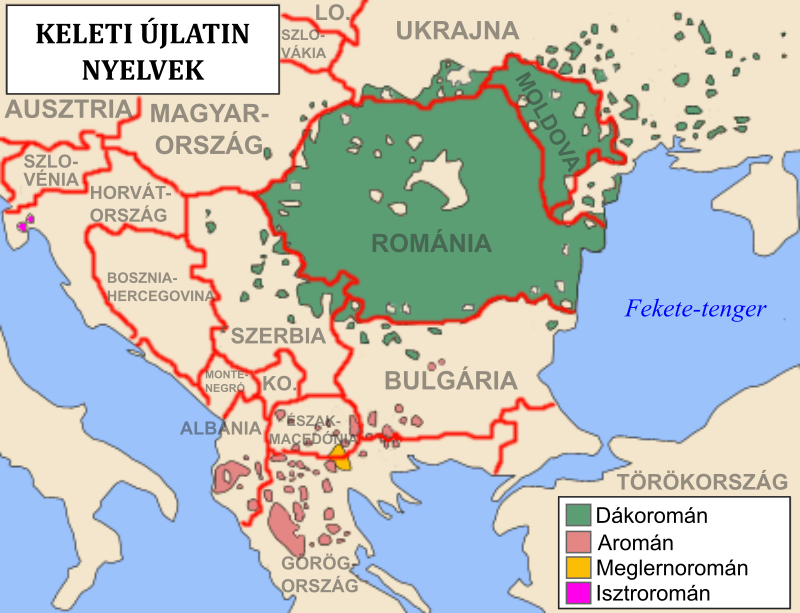
Keleti újlatin nyelvek

Egyes nyelvészek szerint az isztroromán önálló, a keleti újlatin nyelvekhez tartozó nyelv, a román, az aromán és a meglenoromán nyelvvel együtt. Más nyelvészek úgy vélik, hogy az isztroromán csak egyike a román nyelv dialektusainak, akárcsak a dákoromán, az aromán és a meglenoromán. Radu Flora szerbiai román nemzetiségű nyelvész egy harmadik véleményen van, szerinte az isztroromán nyelvjáráscsoportja a dákorománnak.
Az isztroromán nyelvet a Horvátországhoz tartozó Isztriai-félsziget északkeleti részén beszélik, nyolc faluban. Ezek az Učka-hegységtől északkeletre fekvő Žejane, és az e hegységtől délre található hét kisebb-nagyobb falu. Vannak még beszélői, akik szétszóródva élnek horvát városokban, vagy akik kivándoroltak főleg Nyugat-Európába, az Amerikai Egyesült Államokba, Kanadába és Ausztráliába.
Az „isztroromán nyelv” nyelvészek alkotta szakszó. Beszélői nem nevezik egységesen: Az Učka-hegységtől délre vlåșca limba ’vlach nyelv’-nek nevezik, vagy úgy mondják, hogy vlåșki ’vlachul’ beszélnek. A žejaneiek žejånsca limba ’žejanei nyelv’-nek nevezik nyelvüket, azaz žejånski ’žejaneiül’ beszélnek.
Mivel az isztrorománok már az Isztriában való letelepedésük óta beolvadási folyamat alanyai, és mivel nem volt írásbeliségük, nyelvüket erősen befolyásolta a horvát nyelv, ezért az UNESCO szerint nagy veszélyben van. Napjainkban vannak egyes, a megmentésére és megőrzésére szánt tevékenységek, melyeket kulturális egyesületek folytatnak némi hatósági támogatással.
A félszigeten beszélnek még két újlatin idiómát, az ún. isztriai nyelvet  és a velencei nyelv isztriai dialektusát is.

## Beszélők száma
Az isztroromán nyelv beszélői ritkán szerepeltek mint olyanok a statisztikákban, ezért számukat mindig is többnyire csak becsülni lehetett. A 19. század előtti számukat 10 000-re becsülték. A 21. század elején a falvaikban élők között 150-re becsülték az isztrorománul folyékonyan beszélők számát, akik a szüleiktől tanulták a nyelvet. Lehettek még kétszer vagy háromszor ennyien városokban, és még néhány százan Horvátországon kívül: Nyugat-Európában, az Egyesült Államokban, Kanadában, Ausztráliában. Mindezek középkorúak vagy idősek. Az 1950 után születettek gyakorlatilag már nem adták át a nyelvet gyerekeiknek. Az a kevés 30 éves körüli személy, aki tudja, a nagyszüleitől tanulta meg mint második vagy harmadik nyelvet.
Az isztrorománok és nyelvük nem jelennek meg mint olyanok a népszámlálások adataiban, de ott lehetnek a románokra vonatkozókban. 2011-ben egész Horvátország területén 955 román anyanyelvű személyt regisztráltak, de nem tudni, hányan közülük beások, akik anyanyelve a dákoromán. Ugyanakkor Isztria megyében 70-en román, és 6-an vlach anyanyelvűeknek vallották magukat. Ezekhez hozzájöhet még 40 román ajkúként regisztrált személy Tengermellék-Hegyvidék megyéből, ahol Žejane van. Azt, hogy az isztrorománt beszélők többen voltak, helységnevek bizonyítják. Egyes falvaknak, amelyekben ma is élnek, csak isztroromán vagy ilyen nevük is van. Ilyenek Sukodru (vö. román sub codru ’erdő alatt’, horvátul Jesenovik) vagy Kostârčån (isztroromán személynév, horvátul Kostrčani). Még több olyan helység neve isztroromán, ahol már nem beszélik a nyelvet: Floričići (vö. román floricică ’virágocska’), Jerbulišće (román iarbă ’fű’), Katun, Kature (román cătun ’tanya’), Fečori (román feciori ’legények’), Kerbune (román cărbune ’szén’). Egy egész észak-isztriai régiónak, amely nagyobb részben ma Horvátországhoz, kisebb részben Szlovéniához tartozik, Ćićarijának hívnak (olaszul Cicceria). Ez a név a Ćići-ből, az isztrorománok egyik horvát népnevéből származik. Vannak még isztroromán helységnevek a Krk-szigeten is, ahol az isztrorománok már a 19. század első felében olvadtak be: Fintira (vö. román fântână ’kút’), Sekara (román secară ’rozs’).

## Külső nyelvtörténet
Általában elfogadott, hogy az isztroromán utolsóként vált le a protoromán nyelvről, de vitatott ezen esemény helye és időszaka.
Két fő elmélet dominál. Ovid Densusianu  szerint az isztrorománok Erdély délnyugati részéről és a Bánságból származnak, ahonnan a 10. században vándoroltak el. Nyelvi vonásokra alapozza állítását, például a latin eredetű szavakban található magánhangzók közötti rövid [n] > [r] változásra, mint a mócok nyelvjárásában. Ezt az elméletet más kutatók is követik.
Más véleményen volt Sextil Pușcariu, aki a majdani isztrorománok leválását a többi románról a mai Szerbia területére helyezte, de elfogadta azt is, hogy kapcsolatban voltak a Dunától északra fekvő területen élő románokkal. Szerinte ez a 13. században történt. A pontos hely megítélésével kapcsolatban eltérően bár, de Pușcariu elméletét is elfogadják más kutatók.
E két fő elméleten kívül van még egy közöttük elhelyezkedő is, Elena Scărlătoiué, aki azt feltételezi, hogy az isztrorománok több helyről származnak, mégpedig Erdély központi, nyugati és északnyugati régióiból, valamint a Dunától délre fekvő régiókból is, főleg a timok-prizreniből.
Az isztroromán mindig is lényegében orális nyelv volt. Írott nyelvemlékei előbb olyan polihisztorok tollából jelentek meg, akik érdeklődtek az isztrorománok iránt, majd nyelvészek jegyeztek le imákat, népdalszövegeket, népmeséket, adomákat és közmondásokat.
Az első isztroromán nyelvemléket egy trieszti szerző, Ireneo della Croce szerzetes, 1698-ban megjelent Trieszt történetébe foglalta bele. A szerző megjegyzi, hogy az általa chichi-nek nevezettek magukat rumeri-nek nevezik, és felsorol 21 isztroromán főnevet (nyolcat determinánssal és 13-at anélkül), valamint két mondatot is, latin fordításukkal együtt.
Ivan Feretić, egy Krk-szigeten élő pap, lejegyzett két „krk-szigeti román” nyelvű imát. Ezek az első lejegyzett isztroromán nyelvű szövegeknek számítanak.
A következő nyelvemlékek egy adoma és a Tücsök és a hangya tanmese változata, melyeket Antonio Covaz isztriai polihisztor jelentetett meg 1864-ben latin és olasz fordításukkal együtt egy újságcikkben.
1856-ban három ima, közöttük a Miatyánk jelent meg isztroromán nyelven egy szlovén folyóiratban.
Kutatók azok, akik a legtöbb szóbeli szöveget jegyezték le és publikálták. Ezekből indultak ki a nyelv leírásához.
Az első ismert szerzőtől származó isztroromán nyelvű könyv 1905-ben jelent meg. Ez volt az egyetlen is az 1990-es években és 2000 után megjelent néhány irodalmi műig.
Írásbeliség hiányában az isztrorománt nem lehetett az oktatásban használni. Csupán 1921 és 1925 között volt erre kísérlet, amikor létezett egy iskola, amelyet Andrei Glavina, egy Romániában tanult isztroromán alapított. Ott a románnal párhuzamosan használták az isztrorománt.

## Mai helyzet
Az isztroromán nyelv kihalófélben van. Helyzetét jól tükrözi jelenléte A világ veszélyeztetett nyelveinek UNESCO atlaszában.
Az 1990-es évek óta tettek néhány lépést megmentése érdekében. Mivel Horvátország aláírta 1997-ben a A regionális vagy kisebbségi nyelvek európai kartáját, az Európai Tanács kérte, hogy tegyen intézkedéseket az isztroromán nyelv megvédésére. A román kormány a horváttal való kétoldali viszony keretében foglalkozik valamennyire a kérdéssel.
Horvátországban történt néhány intézkedés az isztroromán nyelv megőrzésének irányában. Központi szinten beiktatták a Védett nem-anyagi kulturális javak jegyzékébe, amely része a Kulturális javak regiszterének, a Kulturális javak védelmére és megőrzésére vonatkozó törvény alapján. Helyi szinten a 2009-ben elfogadott Isztria megye státusza előírja a helyi nyelvjárások megőrzését, melyek között az isztrorománét is. E megye tanácsának határozata értelmében 2010 óta a čepići „Ivan Goran Kovačić” általános iskolában foglalkoznak az isztrorománnal, és emiatt az iskolának különleges státusza van, azaz nem kell betartania a tanulók létszámára vonatkozó szabályokat. A 2022–2023-as tanévre az iskola tantervében szakköri tevékenységként szerepel az istrorumunjski jezik ’isztroromán nyelv’ tanítása.
A horvát művelődési minisztérium, azon két megye tanácsa, amelyekben beszélik az isztrorománt és két községi tanács támogat egy olyan projektet, amely a nyelv megmentésével foglalkozik. Ezt Zvjezdana Vrzić, egy, a New York Egyetemen dolgozó nyelvész kezdeményezte 2005-ben Amerikába kivándorolt isztrorománok csoportjával együtt. 2007-ben a projekt kiterjedt Horvátországra az Isztriai Néprajzi Múzeum bevonásával, majd 2011-ben három isztriai kulturális egyesületével is.
Két Horvátországon kívüli egyesület is ebben az irányban tevékenykedik: a trieszti, Ervino Curtis által vezetett „Decebal” olasz–román baráti társaság, amely még 1987-ben jött létre, és az 1994-ben Petru Emil Rațiu által Rómában megalapított „Andrei Glavina” isztroromán kulturális egyesület.
Nagyszámú és sokféle, az isztrorománokról és nyelvükről szóló anyagot jelentet meg Marisa Ciceran honlapja, az Istro-Romanian Community Worldwide (Isztroromán közösség világszerte).

## Területi változatok
Mindegyik isztroromán falunak megvan a nyelvjárása, kevés különbséggel az Učka-hegységtől délre fekvő falvak nyelvjárásai között, és viszonylag nagy különbségekkel ezek és a žejanéban beszélt között, ami annak tudható be, hogy sokáig a hegység elszigetelte egymástól a két fő változatot. Vannak hangtani, alaktani (például a birtokos eset és a részes eset ragokkal való kifejezése žejanéban és ezek kihalása délen) és szókészletbeli különbségek. Kb. 300 szó nem közös a déli falvak és Žejane között. (Részletek a területi különbségekről a további szakaszokban).

## Írás és kiejtés
Csaknem mindegyik kutatónak megvolt a maga rendszere az isztroromán lejegyzésére. Jelenleg többnyire Kovačec rendszerét használják, amely nagy részben a Sextil Pușcariuéból származik, horvát betűkkel helyettesítve egyes eredeti jeleket. Ezt az rendszert Richard Sârbu és Vasile Frățilă román nyelvészek is használják. Vrzić egy, a horváthoz közelebb álló írásrendszert javasol, amelyben csak három betű nem horvát. Ezt a rendszert az isztroromán beszélőinek szánja, akik horvát nyelvű oktatásban részesültek/részesülnek, és azoknak, akik meg akarják tanulni a nyelvet. Az alábbi táblázatban láthatóak az e rendszerek közül legalább az egyikben található különböző betűk vagy betűcsoportok a sztenderd románéihoz képest:
| IPA                        | Isztroromán  | Isztroromán |
| -------------------------- | ------------ | ----------- |
| IPA                        | Kovačec 1998 | Vrzić 2009  |
| [ɒ]?*/[wɒ]                 | å            | å           |
| [ǝ]?*/ [ɨ]?*               | â            | â           |
| [k]?* a, å â, o és u előtt | c            | k           |
| [k] e, ę és i előtt        | k            | k           |
| [t͡ʃ]?*                     | č            | č           |
| [d͡z]?*                     | d̦            | dz          |
| [ε]?*/[e̯a]                 | ę            | ę           |
| [ɣ]?*                      | ɣ            | g           |
| [d͡ʒ]?*                     | ǧ            | đ           |
| [j]?*                      | i̯            | j           |
| [ʒ]?*                      | ž            | ž           |
| [ʎ]?*                      | ľ            | lj          |
| [ɲ]?*                      | ń            | nj          |
| [ŋ]?*                      | ŋ            | n           |
| [ʃ]?*                      | ș            | š           |
| [c]?*                      | t″           | ć           |
| [t͡s]?*                     | ț            | c           |
| [w]?*                      | ṷ            | u           |

Az isztroromán kiejtés sajátosságai a sztenderd románéhoz viszonyítva:
- Az å betűt kétféleképpen ejtik attól függően, hogy miféle beszédhang van előtte. Olykor [ɒ]-nak hangzik (magyar a), például a čåsta ’ez’ szóban. Máskor a [wɒ] kettőshangzónak (diftongusnak) ejtik, például a cårle ’aki, ami, amely(ik)’ szóban. Ez a magánhangzó mindig hangsúlyos, és diftongálása rendszeresebb a žejanei nyelvjárásban, mint a déliekben.
- Az ę-nek is kétféle hangzása van, az előtte álló hangtól függően. Van amikor az [ε]-t (magyar e) írja le (például Șcužę-m ’Elnézést kérek’), máskor pedig az [e̯a] kettőshangzót: vedę ’látni’. Ez a diftongálás is gyakoribb Žejanéban.
- A román nyelv kiejtésével ellentétben az [ǝ] és az [ɨ] magánhangzók nem különböznek tisztán. Olykor az egyiket, máskor a másikat, megint máskor meg egy közbülső magánhangzót lehet hallani ott, ahol megfelelő román szavakban az egyik vagy a másik van. Ezért Kovačec is, és Vrzić is egyetlen betűt használnak visszaadásukra, az â-t.
- Van az isztrorománban három olyan palatális mássalhangzó, amely megvan ugyan a románban, de csak nyelvjárásokban, például a máramarosiban:

[ɲ] (magyar ny): ńivę ’mező’;
[c] (magyar ty): t″åro ’nagyon’;
[ʎ], amelyet a magyar ly adott vissza valamikor, és még megvan például a palóc nyelvjárási régióban. Példa: l’epur ’nyúl’.
- Két mássalhangzó nagyon ritkán, csak jövevényszavakban fordul elő az isztrorománban:

[d͡z]: (magyar dz): d̦ero ’nulla’;
[d͡ʒ]: (magyar dzs): Ǧermanii̯e ’Németország’.
Egyes hangok különbözően fejlődtek a latinból a román, illetve az isztroromán hangok rendszere felé:
| Latin                                              | Román                                 | Isztroromán                       | Magyar    |
| -------------------------------------------------- | ------------------------------------- | --------------------------------- | --------- |
| hangsúlytalan szó végi [a]: LINGUA >               | nagyobb záródás: limbă                | kisebb záródás: limbę             | nyelv     |
| hangsúlyos [e]: FERRUM >                           | diftongálódás: fier                   | fl’er                             | vas       |
| hangsúlyos [i]: LIGAT >                            | diftongálódás: leagă                  | diftongálódás hiánya: lęgę        | köt       |
| hangsúlyos [o]: NOCTEM >                           | diftongálódás: noapte                 | diftongálódás hiánya: nopte       | éjszaka   |
| [kl]: CLAMARE >                                    | az [l] kiesése: chema                 | az [l] palatalizációja: cl’emå    | hívni     |
| [gl]: *GLEMUS >                                    | az [l] kiesése: ghem                  | az [l] palatalizációja: gl’em     | gombolyag |
| magánhangzók közötti rövid [n]: BENE >             | változatlan: bine                     | rotacizmus: bire                  | jól       |
| [mn]: SCAMNUM >                                    | scaun                                 | scånd                             | szék      |
| [nv]: *INVITIARE >                                 | învăța                                | ânmețå                            | tanulni   |
| magánhangzó utáni [l]: ALBUM >                     | változatlan: alb                      | az [l] kiesése: åb                | fehér     |
| rag előtti hosszú [lː] (egyes számban): VITELLUS > | rövid [l] vițel                       | az [lː] kiesése: vițe             | borjú     |
| [gw] + [e] vagy [i]: SANGUEM >                     | a [g] zár-rés hanggá válása: sânge    | a [g] réshanggá válása: sânže     | vér       |
| [g] + [e] vagy [i]: GENUC(U)LUM >                  | a [g] zár-rés hanggá válása: genunchi | a [g] réshanggá válása: žeruŋclʼu | térd      |

Egyéb, az isztroromán nyelvjárásokban közös sajátosságok:
- olykor a szókezdeti [a] kiesése: (a)flå vs. román a afla ’találni’;
- szó végi [j] hiánya mássalhangzó után: omir vs. oameni ’emberek’;
- [w]-s ereszkedő kettőshangzók hiánya: av dat vs. au dat ’adtak’;
- magánhangzó + [v] vs. magánhangzó + [u]: avzi vs. a auzi ’hallani’.

Vannak némely olyan sajátosságok is, amelyek csak egyik vagy másik nelvjárásra jellemzők:
- A šušnjevicai nyelvjárásban összemosódik a [s] és a [ʃ], ezért például a falu neve olykor Șușńevițę-nek, máskor Sușńevițę-nek hangzik. Ugyanitt, a többi nyelvjárással ellentétben, [t͡ʃ] helyett [t͡s]-t ejtenek és [ʒ] helyett [z]-t: țer ’ég(bolt)’, fețor ’fiúgyermek’, sânze ’vér’, zeruŋclʼu ’térd’, zos ’le(nt)’.
- A žejanei nyelvjárásban a [g] legtöbbször [ɣ]-ként valósul meg.
- Ugyancsak Žejanéban szó végén [ε]/[e̯a] helyett [a]-t ejtenek, ami miatt megfelelő kontextus nélkül nem lehet megkülönbözteni nőnem egyes számban a határozott végartikulussal ellátott főnevet az anélkülitől. Például a limba szó lehet ’a nyelv’, de ’nyelv’ is.

## Grammatika
Az isztroromán nyelv nyelvtani szerkezete különbözik valamennyire a románétól, főleg a horvát nyelv hatása miatt.

### Alaktan
Alaktani szempontból nemcsak a horvát hatás tűnik szembe, hanem a déli nyelvjárások és a žejanei közötti különbségek is.

#### A főnév
Ami a főnév nemét illeti, olyan semlegesnemű főnevek, mint a románban, azaz egyes számban hímneműek és többes számban nőneműek csak a déli nyelvjárásokban vannak: ur zid ’egy fal’ – do zidure ’két fal’ (a nem a determináns alakjából látszik). Žejanéban az ilyenek hímneműek lettek, de lehet a semleges nemre jellemző többes számú alakjuk: doi̯ zidure ’két fal’ (doi̯ a ’kettő’ hímnemű alakja). Másrészt ez a nyelvjárás átvett semleges nemű horvát szavakat úgy, hogy nem adaptálta a saját rendszeréhez (példa: srebro ’ezüst’).
A többes szám alakításában több jellegzetesség van:
- A szó végi [j] kiesése mássalhangzó után azt eredményezte, hogy hímnemben a többes számot csak az egyes számban a szó végi vagy szó végi e előtti mássalhangzó váltásával fejezi ki, vagy/és a szótőtőbeli magánhangzó váltásával: ån – åń ’évek’, fråte – fråț ’fivérek’, šårpe – šerp ’kígyók’, muľåre – muľer ’asszonyok’. Azon szavak esetében, amelyekben nincs tőhangváltás, a többes számú alak nem különbözik az egyes számútól: lup ’farkas’ – lup ’farkasok’.
- A nőnemű -l’e, -ńe, -če, -șe, -že-re végződő szavaknak sincs külön többes számú alakja: fil’e ’vki lánya(i)’.
- A hímnemű -u-ra végződő főnevek többes számban [i]-re végződnek: ocľu – ocľi ’szemek’.
- Az -ure, eredetileg a semleges nem többes szám jellegzetes képzője, átterjedt egyes hímnemű főnévekre is. Lup többes számú alakja lehet lupure is, és akkor különbözik az egyes számú alaktól.
- Az l’ kiesett az egyes számú főnevek végéről, és ezek többes számának a képzője lett: vițe – vițel’ ’borjúk’.
- A déli nyelvjárásokban váltakozik a nőnem egyes szám -ę végződése a többes szám -e végződésével (fętę – fęte ’lányok’), Žejanéban pedig az -a az -e-vel: fęta (határozott artikulus nélkül) – fęte.[41]
- A horvát eredetű -o-ra végződő semleges nemű főnevek alakja nem változik többes számban.

A főnév ragozása kisebb mértékben maradt fenn, mint a románban. Az artikulusos vagy az anélküli főnév birtokos és részes esetét a lu partikulával fejezik ki: fil’u lu țesåru ’a császár fia’, spure lu fråț ’mondja a fivéreknek’, cuvintę i̯e lu mul’ęre ’mondja ő a feleségének’. A déli nyelvjárásokban a lu hímnemű és nőnemű főnevekkel is használatos, de Žejanéban nőnemben a le-t használják (le mul’åre). Itt a ragozott alak is él: mulʼerlʼei̭. Birtokos esetben lu/le előtt az a partikulát is használják, délen olykor, Žejanéban rendszeresen: filʼu a lu crålʼu ’a király fia’. A horvát eredetű semleges nemű főnevek elé csak az a kerül: a srebro az ezüstnek.

#### A határozatlan névelő és a határozott artikulus
A határozatlan névelő alakjai nem azonosak alany- és tárgyesetben az 1-esnek megfelelő számnév alakjaival:
- Hímnem egyes számban délen alakja un: un måre codru ’egy nagy hegy’.
- Ennek megfelelője Žejanéban ân, szóhoz kötött alakjai -u (ânr-u loc ’egy helyen’) és -ŋ (popi po-ŋ ɣlåž de vir ’meginni egy-egy pohár bort’). Birtokos-részes esetű alakja is van: urvę ’egynek’.[41]
- Nőnemben az egységes alak o, és csak Žejanéban ennek is van birtokos-részes esetű alakja: urlʼę.

A határozott artikulus alakjai:
- hímnem és semleges nem egyes szám, mássalhangzóra végződő főnevek után: -u, ami a románban kötőhang a tulajdonképpeni -l artikulus előtt (scåndu vs. scaunul ’a szék’);
- hímnem és semleges nem egyes szám, -e-re végződő főnevek után: -le (câre – cârele ’a kutya’);
- nőnem egyes szám (a déli nyelvjárásokban): -a, ami helyettesíti az -ę-t (cåprę – cåpra ’a kecske’);
- hímnem többes szám: -i (omir – omiri ’az emberek’);
- nőnem többes szám: -le (cåpre – cåprele ’a kecskék’);
- semleges nem többes szám délen, ugyanazok a szavak hímneműek lévén Žejanéban: -le, a szó végi e kiesésével (pičore – pičorle ’a lábak’, zidure – zidurle ’a falak’).

Az -o végződésű semleges nemű főnevek csak artikulus nélkül használatosak, akárcsak a horvátban a főnevek általában.
A határozott artikulusos főnév és a határozatlan névelős közötti ellentét meggyengült, határozott artikulust ott is használnak olykor, ahol a románban határozatlan névelőt. Például a furåt-a åcu (határozott artikulussal) azt is jelentheti, hogy ’ellopta a tűt’, de azt is, hogy ellopott egy tűt. Žejanéban az -a lehet ugyan a nőnemű határozott artikulus, de anélkül is a végződés -a: fęta jelentheti azt is, hogy a lány, de azt is, hogy lány: čåsta fęta če s-av asęra facut ’ez a kislány, aki az este született’ vs. ali fęta ali fečor ’vagy kislány, vagy kisfiú’.

#### A melléknév
A horvát nyelv hatására egyes mellékneveknek nemcsak hímnemű és nőnemű alakja van, hanem -o végződésű semleges is: bur (hn.), burę (nn.), buro (sn.) ’jó’. Más mellékneveknek nincs semleges nemű akakjuk: tirer (hn.), tirerę (nn.) ’fiatal’. Példa semleges nemű melléknévvel: i̭åle buro cuhęi̭t-a si muŋcåt-a ’ők (nn.) jót főztek és ettek’.
Az isztroromán egyik sajátossága az, hogy az -(i)le végződés, amelyben a -le határozott artikulus van, egyes melléknevek esetében a hímnem egyes szám képzője lett: do talii̯anskile rat ’az olasz háborúig’, totile ånu ’egész évben’.
A fokozás úgy történik, hogy a középfokot a hangsúlytalan mai̯ + melléknév fejezi ki, a felsőfok kifejezésére pedig csupán hangsúlyozzák a mai̯ szót: mai̯ mare ’nagyobb’, mái̯ mare ’a legnagyobb’. Az összehasonlítást a de vagy az ennek megfelelő horvát nego kötőszóval szerkesztik: mai̯ mușåt de/nego mire ’szebb, mint én’.

#### A számnév
Ezt a szófajt nagyon erősen befolyásolta a horvát nyelv. Csak az 1-estől a 8-asig, a 10-es és az 1000-es tőszámnevek örököltek a latinból.
Tőszámnevek:
1 ur (hn.), urę (nn. délen), ura (nn. Žejanéban), uro (sn.). Alakjai különböznek alany- és tárgyesetben a határozatlan névelő alakjaitól, de Žejanéban megvannak ugyanazok a birtokos-részes esetű alakok, mint a névelőnek: urvę (hn.) és urlʼę (nn.) ’egynek’.
2 doi̯ (hn.), do (nn.)
3 trei̯
4 patru
5 činč, Šušnjevicában ținț
6 șåse
7 șåpte
8 Žejanéban opt,  Šušnjevicában osân, máshol délen osâm
9 devet
10 deset, délen zęče is
11 i̯edânai̯st
12 dvanai̯st
13 trinai̯st
20 dvadeset
21 dvadeset și ur
30 trideset
100 sto
200 dvisto
1000 miľe, mil’år (a velencei dialektusból), tisut″ (a horvátból, Žejanéban), tå(v)žânt (a német nyelvből, Žejanéban)
Sorszámnevek:
1. pârvi (hn.), pârvę (nn., délen), pârva (nn., Žejanéban), pârvo (sn.)
2. doi̯le (hn.), dova (nn.), dovo (sn.)
3. trei̯le (hn.), trei̯a (nn.), trei̯o (sn.)

#### Névmások

##### A személyes névmás
A személyes névmás alakjai a következők:
| Személy | Személy | Alanyeset | Részes eset       | Részes eset                                                       | Tárgyeset         | Tárgyeset                              |
| Személy | Személy | Alanyeset | hangsúlyos alakok | hangsúlytalan alakok                                              | hangsúlyos alakok | hangsúlytalan alakok                   |
| ------- | ------- | --------- | ----------------- | ----------------------------------------------------------------- | ----------------- | -------------------------------------- |
| E1      | E1      | i̯o ’én’   | mii̯e ’nekem’      | âmń-, mń- (délen), âm, âmi̯-, mi̯- (Žejanéban), mi m-, -m (közösek) | mire ’engem’      | me, m-, -m                             |
| E2      | E2      | tu ’te’   | ții̯e ’neked’      | âți̯-, ți̯- (Žejanéban), âț, ți, ț-, -ț (közösek)                   | țire ’téged’      | te, t-                                 |
| E3      | hn.     | i̯e ’ő’    | (a) lui̯ ’neki’    | âľ, ľ-, -ľ, ľi                                                    | i̯e ’őt’           | âl, l-, -l                             |
| E3      | nn.     | i̯å ’ő’    | (a) ľei̯ ’neki’    | âľ, ľ-, -ľ                                                        | i̯å ’őt’           | o, vo                                  |
| T1      | T1      | noi̯ ’mi’  | (a) no ’nekünk’   | ne, na, n-, ni                                                    | noi̯ ’minket’      | ne, na, n-                             |
| T2      | T2      | voi̯ ’ti’  | (a) vo ’nektek’   | ve, va, v-, vi                                                    | voi̯ ’titeket’     | ve, va, v-                             |
| T3      | hn.     | i̯eľ ’ők’  | (a) lor ’nekik’   | le (délen), la (Žejanéban), l- (közös)                            | i̯eľ ’őket’        | ľ-                                     |
| T3      | nn.     | i̯åle ’ők’ | (a) lor ’nekik’   | le (délen), la (Žejanéban), l- (közös)                            | i̯åle ’őket’       | le (délen), la (Žejanéban), l- (közös) |

Megjegyzések:
- Az a partikula a hangsúlyos alakok előtt, valamint a na, va hangsúlytalan alakok Žejanéban használatosak.
- A románnal ellentétben a részes esetű és a tárgyesetű hangsúlyos alakokat a rájuk utaló hangsúlytalan alakjaik nélkül is használják:

i̯eľ-a mii̯e zis ke… vs. ei mie mi-au zis că… ’ők (hn.) nekem azt mondták, hogy…’;
tire am clʼemåt vs. pe tine te-am chemat ’téged hívtalak’.
Egyéb példák mondatban: i̭elʼ le ganescu ’ők (hn.) szólnak nekik’, la ziče ’mondja nekik’, lʼ-a vezut ’látta őket (hn.)’.

##### A visszaható névmás
A visszaható névmás alakjai:
| Részes eset      | Részes eset          | Tárgyeset       | Tárgyeset            |
| hangsúlyos alak  | hangsúlytalan alakok | hangsúlyos alak | hangsúlytalan alakok |
| ---------------- | -------------------- | --------------- | -------------------- |
| sii̯e ’önmagának’ | âș(i̯), -ș            | sire ’önmagát’  | se, s-               |

Példák mondatokban: i̭elʼ vut-a åsiri cu sire ’voltak velük szamarak’, omiri åv âș ńivele zapustit ’az emberek elhagyták a mezőiket’.

##### A birtokos névmás és determináns
Az isztroromán birtokos névmás és determináns alakjai elég különbözőek a két fő nyelvjárásban.
A déli nyelvjáráscsoportban:
| Birtokos(ok) | Birtokos(ok) | Birtok(ok)               | Birtok(ok)               | Birtok(ok)               | Birtok(ok)                          | Birtok(ok)                  |
| Birtokos(ok) | Birtokos(ok) | Hímnem egyes szám        | Semleges nem             | Nőnem egyes szám         | Hímnem többes szám                  | Nőnem többes szám           |
| ------------ | ------------ | ------------------------ | ------------------------ | ------------------------ | ----------------------------------- | --------------------------- |
| Személy      | E1           | me ’-m / az enyém’       | mevo ’-m / az enyém’     | mę ’-m / az enyém’       | melʼ ’-im / az enyéim’              | męle ’-im / az enyéim’      |
| Személy      | E2           | te ’-d / a tiéd’         | tevo ’-d / a tiéd’       | tę ’-d / a tiéd’         | telʼ ’-id / a tieid’                | tęle ’-id / a tieid’        |
| Személy      | E3           | se ’-a/-e / az övé’      | se ’-a/-e / az övé’      | sę ’-a/-e / az övé’      | selʼ ’-ai/-ei / az övéi’            | sęle ’-ai/-ei / az övéi’    |
| Személy      | T1           | nostru ’-nk / a miénk’   | nostro ’-nk / a miénk’   | nostrę ’-nk / a miénk’   | noștri / nostri ’-ink / a mieink’   | nostre ’-ink / a mieink’    |
| Személy      | T2           | vostru ’-t◌k / a tiétek’ | vostro ’-t◌k / a tiétek’ | vostrę ’-t◌k / a tiétek’ | voștri / vostri ’-it◌k / a tieitek’ | vostre ’-it◌k / a tieitek’  |
| Személy      | T3           | se ’-uk/-ük / az övék’   | se ’-uk/-ük / az övék’   | sę ’-uk/-ük / az övék’   | selʼ ’-aik/-eik / az övéik’         | sęle ’-aik/-eik / az övéik’ |

A žejanei nyelvjárásban:
| Birtokos(ok) | Birtokos(ok) | Birtok(ok)        | Birtok(ok)   | Birtok(ok)       | Birtok(ok)         | Birtok(ok)        |
| Birtokos(ok) | Birtokos(ok) | Hímnem egyes szám | Semleges nem | Nőnem egyes szám | Hímnem többes szám | Nőnem többes szám |
| ------------ | ------------ | ----------------- | ------------ | ---------------- | ------------------ | ----------------- |
| Személy      | E1           | a mev             | a mevo       | a mę / a må      | a melʼ             | a męle            |
| Személy      | E2           | a tev             | a tevo       | a tę / a tå      | a telʼ             | a tåle            |
| Személy      | T1           | a nostru          | a nostro     | a nostra         | a noșt″i           | a nostre          |
| Személy      | T2           | a vostru          | a vostro     | a vostra         | a voșt″i           | a vostre          |
| Személy      | ET3          | a sev             | a sevo       | a så             | a selʼ             | a såle            |

Megjegyzések:
- A nostri és vostri alakok a šušnjevicai nyelvjárásra jellemzőek.
- Egyazon alak névmásként is, determinánsként is használatos, tehát Žejanéban az a partikula a determináns része.
- A horvát nyelv hatására a determináns a főnév előtt áll: a mev nono ’nagyapám’.
- E névmás birtokos-részes esetét is a lu/le partikulával fejezik ki: lu nostru ’a miénknek’. Žejanéban ragozott alakjai is vannak: če-i̭ a melvę (részes eset) om? ’mi van a férjemmel?’, a melʼę sore ’nővéremnek’.[41]
- A 3. személyű birtokos(oka)t kifejezhetik a személyes névmás ugyanolyan személyű alakjai birtokos esetben: (a) lui̯ ’-a/-e / az övé’, ’-ai/-ei / az övéi’ (hn.), (a) ľei̯ ’-a/-e / az övé, ’-ai/-ei / az övéi’ (nn.), (a) lor ’-uk/-ük / az övék, -aik/-eik / az övéik’ (hn. és nn.).

##### A mutató névmás és determináns
A közelre mutató névmás és determináns alakjai:
- délen általában čâsta (hn. egyes szám), čâstę (nn. egyes szám), čeșt″i (hn. többes szám), čâste (nn. többes szám), de Šušnjevicában țâsta, țâstę, țeșt″i, țâste ’ez, ezek’;
- Žejanéban čåsta (hn. egyes szám), česta (nn. egyes szám.), čeșt″i (hn. többes szám), čåste (nn. többes szám).

A távolra mutató alakok:
- délen általában čâla/čela, ča/čå, čelʼ, čale/čåle/čâle, Šušnjevicában țâla/țela, ța/țå, țelʼi, țale/țåle/țâle ’az, azok’;
- Žejanéban (a)čela, (a)čå/(a)ča, (a)čelʼ, (a)čåle/(a)čale.

A birtokos-részes eset általában lu/le-val alakul (például lu ța ’annak’), Žejanéban ragokkal is: čestvę ’ennek’ (hn.), čeșt″ę ’ennek’ (nn.), čestorę ’ezeknek’. Példa mondatban: Čåsta-i̯ me prii̯åtel’ ’Ez a barátom’.
Általában a mutató determináns a főnév előtt áll, a horvát nyelv hatására: čâsta fečor ’ez a fiú’, čâstę casę ’ez a ház’. Ha a főnév határozott artikulusos, a távolra mutató determinánsnak a román mutató névelőéhez hasonló funkciói vannak: čela betâru čåi̭e ’a nagyapa’.

##### A kérdő és vonatkozó névmás
A személyre vonatkozó kérdő és vonatkozó névmás čire ’ki, aki’ (Šušnjevicában țire), ragozott alakja cui̭ (Žejanéban a cui̭): čire-i̭ ånča? ’ki van itt?’, a cui̭ ai̭ ačå dåt? ’kinek adtad azt?’, Lu cui̭ i̭ești tu, fęta? ’A kié vagy, te lány?’, țire su åt i̭åma såpę ke vo scopę́ su síre ’aki másnak vermet ás, maga esik bele’ (szó szerint ’… ássa csak maga alá’).
Élettelenre vonatkozik a če (Šušnjevicában țe) ’mi, ami’. A déli nyelvjárásokban hangsúlytalanul is használatos kérdő partikulaként mondat elején, ’hát, vajon’ jelentéssel: če nú știi̭? (hangsúly a tagadószón) ’(hát) nem tudod?’
A cårle/cåre/care (hn., változatok nyelvjárástól függően) a magyar ’aki, ami, amely, amelyik’ névmásoknak felel meg. A románban csak egy alanyesetű alakja van, de isztrorománban nőnem egyes számú (cåra/cårę), semleges nemű (cåro) és többes számú alakja (cårlʼi/carlʼi/cåri/cari) is. Csak Žejanéban vannak ragozott alakjai is: carvę (hn.), carlʼę (nn.) ’akinek, aminek, amelynek, amelyiknek’, carorę ’akiknek, amiknek, amelyeknek’. Példák szószerkezetekben: cârstii̭ånu cåre vire ’az az ember, aki jön’, žensca cåra virit-a ’az a nő, aki eljött’, våčile cåri dåvu bur låpte ’a jó tejet adó tehenek’.

##### A határozatlan névmás és determináns
Az ur, urę/ura, uro ’egy’ számnév lehet határozatlan névmás is, ’az egyik’ jelentéssel: ur lu åt ’egyik a másiknak’.
Egyéb határozatlan szók:
- nușcarle/nușcårle (hn. e. sz.), nușcara (nn. e. sz.) ’valaki, valamelyik’: nușcarle brec ’valamelyik kutya’;
- nușcarlʼi ’egyesek’: nușcarlʼi cu måkina žńescu ’egyesek géppel csépelnek’;
- saki/såki (sakile/såkile változatban is) (hn.), saca/såca (nn.) ’minden, mindegyik, mindenki, akármelyik’: saki cârsti̭ån ’minden/mindegyik ember’, såkile ån ’minden évben’, saca domaręța ’minden reggel;
- a magyar ’egész, minden, valamennyi, az összes’ megfelelője:

– délen: tot(u) (hn. e. sz.), totę (nn. e. sz.) tot (sn.), toț (hn. t. sz.), tote (nn. t. sz.): tota nopta ’egész éjjel’, toț omiri ’minden/valamennyi/az összes ember’;
– Žejanéban: tot(ile), tota, tot, toț, tote: totile pemintu ’az egész föld’, i̭uva-i̭ tot a mevo puso? (semleges nemű tot-tal) ’hova van téve minden, ami az enyém?’;
- vrun (hn.), vro (nn.) (vrur, vrurę változatban is) ’valamelyik, valamilyen, valamiféle’: vrurę de i̭åle ’ közülük (nn.) valamelyik’, ț-ai̭ aflåt vro fętę? ’találtál magadnak valamilyen lányt?’

A nușt″u (eredete nu știvu ’nem tudom’) partikulával és kérdő névmásokkal határozatlan értékű szókapcsolatokat alakítanak: nușt″u čire ’valaki’, nușt″u če ’valami’ stb.
Az åt/åtu/åtile (hn.), åtę/åta (nn.), åto (sn.) ’más(ik)’, ålʼț (hn.), åte (nn.) ’más(ok)’ névmás és determináns: åtile ɣlås ’más hang’, ur lu åt ’egyik a másiknak’.
Megjegyzések erről a névmásról:
- Žejanéban ragozott alakjai is vannak: atvę (hn.), atlʼę (nn.) ’más(ik)nak’, atorę ’másoknak, a többieknek’: ur atvę ’egyik a másiknak’.
- Távolra mutató névmással ’a másik, a többiek’ névmásoknak felel meg: čela åtu ’a másik’ (névmás), čela åt pičor ’a másik láb’ (determináns).
- A semleges åto alak jelentése ’másvalami’: ni cârbur ni åto ’se szén, se másvalami’. Használják más határozatlan szó vagy tagadószó után is: țevå åto ’valami más’, niș åto ’semmi más’.
- A hímnemű alak nușcårle után: nușcårle åt ’valaki más’.
- Az olaszból származó tükörszerkezetben a noi̭ ’mi’ és a voi̭ ’ti’ személyes névmások után ellentétbe teszi ezeket a személyeket másokkal: noi̭ ålʼț (szó szerint ’mi mások’).

##### Tagadó névmások és determinánsok
Ničur (hn.), ničo (nn.) ’egyetlen … sem, egyik sem’ névmás is, determináns is lehet: ničur ov ’egyetlen tojás sem’, ničo fęta ’egyetlen lány sem’. Hímnemű alakjának jelentése névmásként lehet ’senki’ is. Birtokos-részes esete délen lu ničur, Žejanéban raggal ničurvę ’senkinek’.
Az élettelenre vonatkozó tagadó szó niș (Šušnjevicában nis) ’semmi’ csak névmás: tu n-åri frikę nis „te semmitől se félj”, niș tâmno „semmi rossz”.

#### Az ige

##### Igenemek
Mint a rómán nyelvben, az isztroromán ige is lehet cselekvő, visszaható vagy szenvedő. A déli nyelvjárásokban a létigés visszaható szerkezeten kívül van egy olasz eredetű tükörszerkezet is a veri/viri ’jönni’ segédigével: våca virit-a uțisę ’a tehenet megölték’.

##### Igeszemléletek
Az isztroromán átvette a horvát nyelvtől egyrészt a folyamatos és az iteratív, másrészt a befejezett és az inkoatív igeszemléletek az utóbbi nyelvre jellemző kifejezését. Az isztrorománból majdnem teljesen kihalt a folyamatos múlt idő, amely magába foglalta a múltbeli folyamatos vagy iteratív szemléletet. Viszont az összetett múlt idő, amely eredetileg a befejezett és az inkoatív szemléleteket foglalta magába, megvan, de az isztrorománban az ilyen alakú ige lehet folyamatos/iteratív vagy befejezett/inkoatív szemléletű. Ezen igeszemléletek kifejezése kiterjed más igealakokra is. Példa összetett múlt időben:
m-a tunče bușnit ’akkor csókolt engem’ (iteratív) vs. i̯el’ s-a pozdravit și s-a pobușnit ’ők (hn.) köszöntötték és megcsókolták egymást’ (befejezett)
Az igeszemléleteket többnyire a magyar igekötőknek általában megfelelő prefixum hiányával, illetve jelenlétével fejezik ki. Ezek közül néhány latin eredetű (a-, ân-/âm-, dis-), de a többségük szláv: do-, iz-, na-/ne-, o(b)-, po-, pre-, pri-, ras-/res-, s-, za-/ze-. Különböző szemléletű igepárok:
- durmi ’aludni’ (folyamatos/iteratív) – zâdurmi/zedurmi ’elaludni’ (inkoatív);
- tal’å ’vágni’ (folyamatos/iteratív) – potal’å ’elvágni’ (befejezett);
- viså ’álmodni vmiről’ (folyamatos/iteratív) – ânviså ’álmában megjelenik vmi’ (inkoatív).

Az igeszemléleti ellentétet szinonimapárokkal is kifejezik, amelyekben a folyamatos/iteratív szemléletű ige latin eredetű, a befejezett/inkoatív pedig horvát:
- av muŋcåt pâr la tot poi̭dit-a ’addig evett, amíg mindet megette’;
- se bęi̭e cafe ’isznak kávét’ (iteratív) – popę cafelu! ’idd meg a kávét’ (befejezett).[41]

Az iteratív szemléletet a szláv eredetű -ęi̭ és -vęi̭ szuffixumokkal is ki lehet fejezni. Ezeket hozzá lehet adni
- folyamatos/iteratív szemléletű igéhez (en vęra cântåt-am ’a nyáron énekeltem’ vs. țâsta pul’ a våvic cantavęi̭t ’ez a madár mindig énekelt’) vagy
- már prefixummal befejezett/inkoatív szemléletűvé tett igéhez: zâdurmit-a ’elaludt’ – zâdurmivęi̭t-a ’el szokott aludni’.

##### Igemódok, igenevek és igeidők
Az isztrorománban használt igemódok a kijelentő mód, a feltételes mód és a felszólító mód, ez utóbbi csak parancsoló és tiltó funkcióval.
Kijelentő módban gyakorlatilag három, a románban is meglévő és hasonló módon alakított igeidő van: jelen idő, összetett múlt idő és jövő idő. Az egyszerű múlt idő és a régmúlt idő teljesen kihaltak, a folyamatos múlt időnek pedig csak maradványai vannak a déli nyelvjárásokban. Ez az igeidő másképp alakul, mint a románban, mégpedig a főnévi igenév alakjából, a személyragok előtt a -i̭- kötőhanggal: lucråi̭am ’dolgoztam’, fațęi̭ai ’tettél, csináltál’, avzii̭a ’hallott’.
Feltételes módban van jelen idő, múlt idő és, a romántól különbözően, jövő idő is. A jelen idő összetétele a (v)rę ’akarni’ segédige kijelentő mód jelen idejű alakja + főnévi igenév. A múlt idő alakulhat a létige feltételes mód jelen időben [(v)rę kijelentő mód jelen idejű alakja + fi] + a lexikai (fogalmi) jelentésű ige melléknévi igeneve, vagy (v)rę kijelentő mód jelen időben + fost (a létige melléknévi igeneve) + főnévi igenév összetétellel. A feltételes mód jövő idő alakja szintetikus. A latin futurum exactum-ból származik, amely az újlatin nyelvekben az előidejű jövő időnek felel meg. Az isztrorománban a se ’ha’, când ’amikor’, pâr la ke (nu…) ’ameddig (nem)’ kötőszókkal használatos, és olykor e nyelvben is jövőbeli időponthoz viszonyított előidejűséget fejez ki: când tot fure gotova, i̭e va veri ’amikor minden kész lesz, ő (hn.) el fog jönni’, neca nu rasclʼidu pâr la ke nu i̭å verire ’ne nyissák ki, amíg ő (nn.) el nem jön’.
A kötőmód csak a létige esetében maradt fenn (fivu, fii̭i, fii̭e, fim, fiț, fivu ’legyek, légy’ stb.), egyébként a horvát nyelvhez hasonlóan a se ’hogy’ kötőszó vagy ennek neca horvát eredetű szinonimája + az ige kijelentő mód jelen idejű alakjával fejezik ki. E mód múlt idejű alakja hiányzik.
A felszólító mód annyiban különbözik a románbelitől, hogy nemcsak második személyű alakjai vannak, hanem többes szám első személyű is. Megvan, mint a románban, a rendhagyó személyraggal rendelkező viro! ’jöjj!’ alak, de ugyanaz a rag jellemez egy másik igét is: ådo! ’hozzál!’
Az isztroromán igenevek a főnévi igenév, a határozói igenév és a melléknévi igenév.
A románnal ellentétben a főnévi igenév előtt nincs a partikula, és a hosszú, a cselekvés nevét jelentő alakja nincs meg: cåsę veri v. a veni acasă (A veni hosszú alakja a románban: venire ’jövés’). Számos igei és igenévi értéke van, például a határozói igenévé: åflu fętę durmi ’ott találom az alvó lányt’.
A határozói igenévnek -nda a képzője és ritkán használják.
A supinum nincs meg sem mint a latinban, sem mint a románban. Helyette a főnévi igenevet használják: åto n-åv avut de bę ’más innivalója nem volt’.

##### Igeragozás
Az isztrorománban megvan ugyanaz a négy igeragozási csoport, mint a románban, ugyanazon kritériumok alapján, de van még, értelmezéstől függően, egy vagy három, a jövevényigéket és az isztroromán területén alkotott új igéket magába foglaló csoport.
Ragozási példák (a hangsúlyos magánhangzók ékezettel vagy más betű fölötti diakritikus jellel vannak megjelölve):
Főnévi igenév:
| scapå ’megszabadulni’ | țirę́ ’tartani’ | fåče ’tenni, csinálni’ | avzí ’hallani’ | cuhę́i̭ ’főzni’ |

Kijelentő mód jelen idő:
| scåpu  | țíru  | fåc   | åvdu  | cuhéscu |
| scåpi  | țíri  | fåči  | åvzi  | cuhéști |
| scåpę  | țire  | fåče  | åvde  | cuhę́    |
| scapån | țirén | fačén | avzín | cuhę́i̭n  |
| scapåț | țiréț | fačéț | avzíț | cuhę́i̭ț  |
| scåpu  | țíru  | fåcu  | åvdu  | cuhéscu |

A žejanei nyelvjárásban a T1 személyragja -m (vedém stb.), a cuhę́i̭ típusú igék E1 és T3 alakja cuhés, E2 alakja pedig cuhéș.
Kijelentő mód múlt idő:
- segédigével a második helyen:

| scapåt țirút facút avzít cuhę́i̭t | -am -ai̭ -a (délen), -av (Žejanéban) -an (délen), -am (Žejanéban) -aț -a (délen), -av (Žejanéban) |

- segédigével az első helyen, nyelvjárástól, a segédige hangsúlyozott vagy hangsúlyozatlan voltától, ennek a mellette levő szóhoz való kötődésétől vagy nem kötődésétől, az alanyi funkciójú névmás hiányától vagy jelenlététől, valamint ennek hangsúlyos vagy hangsúlytalan voltától függő változatokkal:

| åm / i̭ó am / i̭o-m åi̭ / tú ai̭ / tu-i̭ å / åv / i̭é a / i̭é av ån / åm / nói̭ an / nói̭ am åț / vói̭ aț å / åv / i̭él’ a / i̭él’ av | scapåt țirút facút avzít cuhę́i̭t |

Legtöbbször a segédige a második helyen áll. Párbeszédben, első személyben a segédige egyedül is használható, a melléknévi igenév megismétlését kerülendő: – Åi̭ tu strilít? – Åm. ’– Lőttél? – Lőttem.’
Kijelentő mód jövő idő:
- segédige az első helyen:

| voi̭ ver va / vå ren (délen), rem (Žejanéban) veț vor | scapå țirę́ fåče avzí cuhę́i̭ |

A segédige követhet egyes olyan szókat, amelyekhez lerövidített alakban kötődik: ț-oi̭ fåče ’csinálni fogok neked, io-i̭ spure ’meg fogom neki mondani’, če-r âŋ codru fåče? ’mit fogsz csinálni az erdőben?’, tu n-er nicat fi påmetân ’te soha sem leszel okos’.
- segédige a második helyen:

| scapå țirę́ fåče avzí cuhę́i̭ | -voi̭ -ver -va -ren, -rem -veț -vor |

Feltételes mód jelen idő:
| ręș ręi̭ rę ręn (délen), ręm (Žejanéban) ręț rę | scapå țirę́ fåče avzí cuhę́i̭ |

Feltételes mód múlt idő:
- a létige főnévi igenevével:

| ręș ręi̭ rę ręn / ręm ręț rę | fi | scapåt țirút facút avzít cuhę́i̭t |

- a létige melléknévi igenevével:

| ręș ręi̭ rę ręn / ręm ręț rę | fost | scapå țirę́ fåče avzí cuhę́i̭ |

Feltételes mód jövő idő:
| scapår   | țirúr   | facúr   | avzír   | cuhę́i̭r   |
| scapåri  | țirúri  | facúri  | avzíri  | cuhę́i̭ri  |
| scapåre  | țirúre  | facúre  | avzíre  | cuhę́i̭re  |
| scapårno | țirúrno | facúrne | avzírno | cuhę́i̭rno |
| scapåreț | țirúreț | facúreț | avzíreț | cuhę́i̭reț |
| scapåru  | țirúru  | facúru  | avzíru  | cuhę́i̭ru  |

Felszólító mód:
- parancsoló alak:

| scåpę!  | țíre!  | fę́!    | –      | cúhę!   |
| scapån! | țirén! | fačén! | avzín! | cuhę́i̭n! |
| scapåț! | țiréț! | fačéț! | avzíț! | cuhę́i̭ț! |

Tiltó alak:
| nu scapå!  | nu țíre!  | nu fåče!  | –         | nu cuhęi̭!  |
| nu scapån! | nu țirén! | nu fačén! | nu avzín! | nu cuhę́i̭n! |
| nu scapåț! | nu țiréț! | nu fačéț! | nu avzíț! | nu cuhę́i̭ț! |

A tiltás E2 alakja a főnévi igenévből száramazik, a többi pedig a kijelentő mód jelen idejű alakjaiból.
Határozói igenév:
| scapânda | țirânda | facânda | avzínda | cuhę́inda |

#### Al elöljárószó
Egy sor elöljárószó latin eredetű [ân ’-ba(n)/-be(n)’, (â)ntru ’-ba(n)/-be(n)’, de ’-ról/-ről’, din ’-ból/-ből, -ért’ (virít-a diŋ cårne ’húsért jött)”, la ’-nál/-nél, -hoz/-hez/-höz’, pre ’-n/-on/-en/-ön’]. Más elöljárók horvát eredetűek, és általában jövevény főnevekkel, ezek horvát ragozott alakjával használják őket: poi̭di na salåtu ’salátaként megenni’. Egyes horvát elöljárók szókapcsolatokat alkotnak latin eredetűekkel együtt: namesto de ’helyett’, i̭elʼ fost-a ocoli de foc ’ők (hn.) a tűz körül voltak’.

#### A kötőszó
A kötőszók között is van úgy latin eredetű (și ’és’, ke ’hogy’), mint horvát: ali (< ili) ’vagy’, neca ’hogy’ (’hadd’ jelentésű), nego ’mint’ (összehansonlító szerkezetben). Ezeken kívül van még olasz eredetű is: ma ’de’, perke ’mert’, se ’ha’.

### Mondattan
Az isztroromán nyelv mondattanát is befolyásolja a horvát nyelv.

#### A főnévcsoport
Horvát hatás alatt a főnévcsoportban a szórend általában determináns vagy/és melléknévi jelző + főnév (a mev nono ’nagyapám’, čâsta fečor ’ez a fiú’, o musåtę fętę ’egy szép lány’), de vannak ellenpéldák is: betâr om nu pote vagy omu betâr nu pote ’az öregember nem bír’. Ha a főnév több szót rendel alá, mindezeket eléje lehet tenni:
čâsta lui̭ zelen mižol i̭e pre scånd ’ez az ő zöld pohara az asztalon van’ (szó szerint ’ez övé zöld pohár’),
de a főnévcsoportnak lehet még kétféle szórendje:
čâsta lui̭ mižol zelen (szó szerint ’ez övé pohár zöld’) és
čâsta zelen mižol lui̭ (’ez zöld pohár övé’).

#### Az egyszerű mondat
A kérdő mondat általában a hanglejtésében különbözik az állító mondattól, de az eldöntendő kérdő mondatnak vannak rá jellemző partikulái is: če a déli nyelvjárásokban és â a žejaneiben. Példák: Če tu ganešti vlåški? ’Beszélsz-e vlachul?’, Â tu cuvinți žei̭ånski? ’Beszélsz-e žejaneiül?’
A tagadáshoz két szót használnak. Nu az igét tagadja [nu me abåte! ’ne verj (engem)!], ne pedig ige nélkül használatos, mondatszóként vagy két olyan szó ellentétbe helyezése céljából, melyek nem igék: Gianni dåt-a listu lu Mario, ne libru ’Gianni a levelet adta Mariónak, nem a könyvet’.
A mondat szórendje nagy mértékben szabad.
Az összetett igealakok elemei nem mindig vannak egymás mellett. Például a segédige és a lexikai jelentést hordozó igealak között található:
- az alany csoportja: Cân s-a męle sorâr pogovaręi̭t ’Amikor a nővéreim megbeszélték a dolgot’;[51]
- a tárgy csoportja: Url’e betâre ženske av tot čå dåt ’Egy öregasszonynak adta mindezt’;[51]
- az alany és a határozó: Când rem noi̭ acåsa veri? ’Mikor fogunk hazajönni?’

Három mondatrészes mondatban, melyek közül az egyik tárgy, a szórend lehet alany + állítmány + tárgy vagy tárgy + állítmány + alany. Ha az alany és a tárgy élőt nevez meg és egyazon számúak, mivel a tárgyesetnek nincs morfémája, és nem utal rá személyes névmás, egy ilyen mondat jelentése az egyik vagy a másik mondatrész hangsúlyozással és hanglejtéssel való kiemelésétől függ. Olvasva a következő mondatokat kétféleképpen lehet érteni:
Bovu ântręba åsiru ’Az ökör megkérdi a szamártól’ vagy ’A szamár megkérdi az ökörtől’;
Maria pi̭ažę Gianni ’Mariának tetszik Gianni’ vagy ’Gianninak tetszik Maria’.
Példa háromnál többrészes mondatra: De cârbur lemnu i̭e bur sakile ’Szénnek akármelyik fa jó’ (szó szerint ’Szénnek fa van jó akármelyik’).
A románnal ellentétben, a horvát nyelv hatására, amikor két cselekvésnek ugyanaz az alanya, és az egyik alárendeli a másikat, az isztroromán a főnévi igenévvel kifejezett tárgyat és határozót preferálja tárgyi, illetve határozói mellékmondat helyett: vreț âl ântrebå? vs. vreți să-l întrebați ’meg akarjátok kérdezni tőle?’, mere lucrå vs. merge să lucreze ’dolgozni megy’.

## Szókészlet
Narumov 2001 szerint az isztroromán nyelv alapszókészletének 65%-a a latinból örökölt szavakból áll, a nyelv 110 szós Swadesh-listájában pedig 87%-ot tesznek ki az ilyen szavak. Néhány latin eredetű szó specifikus, nincs meg a románban (például cåi̭bę ’kalitka’), vagy specifikus jelentése (is) van: scånd ’szék’, de ’asztal’ is, čęre ’kérni’, de ’keresni’ is.
A szóképzés viszonylag nem gyakori. Az igei prefixumoknak inkább grammatikai jellege van, azaz befejezett/inkoatív szemléletű igéket képeznek (lásd fentebb Igeszemléletek szakasz).
Létezik néhány utóképző is, egyesek latin eredetűek, mások szlávok, amelyek képeznek:
- foglalkozásneveket: cârbunår ’szénégető’, peclar ’pék’, școlån ’iskolás’;
- kicsinyített főneveket: porčič ’kismalac’, cåsițę ’házikó’.

Az összes keleti újlatin nyelv közül az isztroromán a leginkább hajlamos idegen elemeket átvenni, főleg a szókészlet terén.
A legtöbb jövevényszó a horvátból származik, főleg ennek čakav dialektusából, de a sztenderd változatából is. Egyes jövevényszavak eleinte szinonimáik voltak örökölt szavaknak, majd ezek jelentése megváltozott. Például átvették a poșni ’elkezdeni’ szót, az örökölt ânčepå pedig a ’megkezdeni’ jelentést vette fel (ânčepå pâra ’megkezdeni a kenyeret’); vęrde, eredetileg ’zöld’, felvette a ’nyers’ jelentést, a ’zöld’ megfelelője pedig a horvát zelen lett. Egyes főneveket a velük járó elöljáróval és az ez által megkövetelt raggal együtt vettek át: po svitu ’a világon’, na șetńu ’sétára’, za večeru ’vacsorára’.
Olasz szavak is (a velencei dialektusból vagy a sztenderd nyelvváltozatból) bekerültek az isztrorománba, úgy közvetlenül, mint a horváton keresztül: alora ’akkor’, i̭ardin ’kert’, i̭ardiner ’kertész’, oštarii̭a ’vendéglő’, urdinęi̭ ’rendelni (vendéglőben)’.
Német szavakat szintén közvetlenül vagy közvetve vett át az isztroromán nyelv: fråi̭er/fråi̭ar ’fiatalember, szerető, vőlegény’, fruștikęi̭ ’reggelizni’, țucâr ’cukor’.
Nem mindegyik jövevényszó van meg a déli nyelvjárásokban is, és Žejanéban is. Példák (a horvát szavak fettelve):
| Déli nyelvjárások | Žejanei nyelvjárás | Magyar         |
| ----------------- | ------------------ | -------------- |
| čer               | nebo               | ég(bolt)       |
| grad              | četåte             | város          |
| medvid            | urs                | medve          |
| per               | hrușva             | körte, körtefa |
| ponedili̭âc        | lur                | hétfő          |
| petâc             | virer              | péntek         |

## Példaszöveg
| Isztroromán | Magyar |
| --- | --- |
| Čåče nostru, carle ști ân čer, neca se spunę voli̯a a Tę, cum ân čer, așa și pre pemint. Pâra nostrę såca zi dę nam åstez. Odprostę nam dužan, ca și noi̯ odprostim a lu noștri dužnič. Neca nu ne Tu vezi ân napastovańe, neca ne zbaveșt de zvaca slabę. Amen. | Mi Atyánk, aki a mennyekben vagy, legyen meg a Te akaratod, amint a mennyben, úgy a földön is. Mindennapi kenyerünket add meg nékünk ma. És bocsásd meg vétkeinket, miképpen mi is megbocsátunk az ellenünk vétkezőknek. És ne vigy minket kísértésbe, de szabadíts meg a gonosztól. Ámen. |

### Közvetlen források
- (olaszul) Covaz, Antonio. Dei Rimgliani o Vlahi d'Istria (Az isztriai rómaiakról vagy vlachokról). L'Istria. 1. évf. 1–2. sz. 1846. január 3. (Hozzáférés: 2018. május 16.)
- (olaszul) Croce, Ireneo della. Historia antica e moderna, sacra e profana della città di Trieste (Trieszt város antik és modern, szent és profán története). Velence. 1698. (Hozzáférés: 2018. május 16.)
- (németül) Dahmen, Wolfgang. Istrorumänisch (Isztroromán nyelv/dialektus). Holtus, G. – Metzeltin, M. – Schmitt, Ch. (szerk.). Lexikon der Romanistischen Linguistik (A romanisztikai nyelvészet lexikonja). 3. kötet. Tübingen: De Gruyter. 1989. 448–460. o. (Hozzáférés: 2018. május 16.)
- (franciául) Densusianu, Ovid. Histoire de la langue roumaine (A román nyelv története). 1. kötet – Les Origines (Eredete). Párizs: Ernest Leroux. 1901. (Hozzáférés: 2018. május 16.)
- (románul) Dianich, Antonio. Mărturia unui istroromân: profesorul Antonio Dianich (Egy isztroromán tanúságtétele: Antonio Dianich professzor), Orizonturi culturale italo-române. 5. évf. 4. sz. 2015. április. ISSN 2240-9645. (Hozzáférés: 2018. május 16.)
- (németül) Filipi, Goran. Istrorumänisch (Isztroromán nyelv/dialektus). Okuka, Miloš (szerk.). Lexikon der Sprachen des europäischen Ostens (Kelet-Európa nyelveinek lexikonja). Klagenfurt. 2002b. 91–96. o. (Hozzáférés: 2018. május 16.)
- (románul) Frățilă, Vasile. Dialectul istroromân. Privire generală (Az isztroromán dialektus. Általános áttekintés). Berciu-Drăghicescu, Adina (szerk.). Aromâni, meglenoromâni, istroromâni: aspecte identitare și culturale (Arománok, meglenorománok, isztrorománok: identitási és kulturális kérdések). Bukarest: Editura Universității din București. Colecția IEH. 2012. 633–694. o. ISBN 978-606-16-0148-6. (Hozzáférés: 2018. május 16.)
- (olaszul) Kandler, Pietro Paolo. Li Cici. Cameroni, F. (szerk.). Storia cronografica di Trieste dalla sua origine sino all'anno 1695 del canonico D. Vincenzo Scussa Triestino cogli Annali dal 1695 al 1848 (D. Vincenzo Scussa Triestino kanonok Trieszt kronografikus története eredetétől 1695-ig és Évkönyvek 1695-től 1848-ig). Trieszt: C. Coen. 1863. 231–236. o. (Hozzáférés: 2018. május 16.)
- (isztrorománul), (horvátul) Kovačec, August, Vlaško/Žejansko/Istrorumunjsko – hrvatski rječnik (Vlach/žejanei/isztroromán–horvát szótár). 2010, az Istrorumunjsko-Hrvatski Rječnik (s gramatikom i tekstovima) [Isztroromán–horvát szótár (grammatikával és szövegekkel)]. Póla: Znanstvena udruga Mediteran. 1998 online változata (Hozzáférés: 2018. május 16.)
- (oroszul) Narumov, B. P., Истрорумынский язык/диалект (Isztroromán nyelv/dialektus). I. I. Cseliseva – B. P. Narumov – O. I. Romanova (szerk.), Языки мира. Романские языки (A világ nyelvei. Újlatin nyelvek). Moszkva: Akadémia. 2001. 656–671. o. ISBN 5-87444-016-X
- (románul) Philippide, Alexandru. Originea romînilor (A románok eredete). 2. kötet. Ce spun limbile romînă și albaneză (Mit mond a román és az albán nyelv). Iași, Viața Romînească. 1927
- (románul) Sala, Marius (szerk.). Enciclopedia limbilor romanice (Az újlatin nyelvek enciklopédiája). Bukarest: Editura Științifică și Enciclopedică. 1989 ISBN 973-29-0043-1
- The Global Lexicostatistical Database (GLD), Indo-Europian family: Romance group (Indo-európai nyelvcsalád: újlatin csoport). (Hozzáférés: 2018. május 16.)
- (olaszul) Vassilich, Giuseppe. Sui rumeni dell'Istria. Riassunto storico-bibliografico (Az isztriai románokról. Történelmi és bibliográfiai összefoglaló). Archeografo triestino. Új sorozat. 23. kötet. Trieszt. 1900. 157–237. o. (Hozzáférés: 2018. május 16.)
- (isztrorománul), (horvátul) Vrzić, Zvjezdana. Limba de saka zi (Mindennapi nyelv). Tragovi. 2009. ISBN 978-953-55781-0-9. (Hozzáférés: 2018. május 16.)
- (angolul) Zegrean, Iulia-Georgiana. Balkan Romance: Aspects of the Syntax of Istro-Romanian Archiválva 2016. március 3-i dátummal a Wayback Machine-ben (Balkáni újlatin nyelvek: az isztroromán mondattan aspektusai). Doktori értekezés. Velence. Ca’Foscari Egyetem. 2012. (Hozzáférés: 2018. május 16.)

### Közvetett források
- (románul) Cantemir, Traian. Noi date istorice referitoare la istroromâni (Újabb történeti adatok az isztrorománokról). Limbă și literatură. 19. kötet. 1968. 91-110. o.
- (románul) Capidan, Theodor. Românismul balcanic (Balkáni románság). Revista filologică I. Csernovic. 1927. 1–2. sz. 155–165. o.
- (románul) Coteanu, Ion. Elemente de dialectologie a limbii române (Dialektológiai elemek a román nyelvről). Bukarest: Editura Științifică. 1961
- (románul) Drăganu, Nicolae. Românii în veacurile IX-XIV pe baza toponimiei și a onomasticei (Románok a 9.–14. században a helységnevek és személynevek alapján). Bukarest: Academia Română, Studii și cercetări XXI. 1933. (Hozzáférés: 2018. május 16.)
- (isztrorománul), (horvátul) Filipi, Goran. Istrorumunjski lingvistički atlas / Atlasul Lingvistic Istroromân / Atlante Linguistico Istrorumeno (Isztroromán nyelvészeti atlasz). Póla: Znanstvena udruga Mediteran. 2002a
- (románul) Kovačec, August. Descrierea istroromânei actuale (A mai isztroromán dialektus/nyelv leírása). Bukarest: Editura Academiei R. S. România. 1971
- (angolul) Moseley, Christopher (szerk.). Atlas of the World’s Languages in Danger (A világ veszélyeztetett nyelveinek UNESCO atlasza). 3. kiadás. UNESCO Publishing. 2010. ISBN 978-92-3-104096-2 (Hozzáférés: 2023. július 28.)
- (románul) Petrovici, Emil. Problema limitei sud-vestice a teritoriului de formare a limbii româneşti (A román nyelv kialakulási térségének a délnyugati határa). Limba română. IX. 1960. 1. sz. 79–83. o.
- (románul) Popovici, Iosif. Dialectele române (Rumaenische Dialekte), IX. Dialectele române din Istria, I. (Referințele sociale și gramatica) [Román dialektusok, IX. Isztriai román dialektusok. I. (Társadalmi vonatkozások és nyelvtan), Halle a. d. S.. A szerző kiadása. 1914; II. (Texte și glosar) (Szövegek és szószedet). Halle a. d. S. A szerző kiadása. 1909
- (románul) Pușcariu, Sextil. Studii istroromâne. În colaborare cu M. Bartoli, A. Belulovici și A. Byhan, (Tanulmányok az isztrorománról. M. Bartoli, A. Belulovici és A. Byhan közreműködésével. I. Szövegek). Analele Academiei Române. 2. sorozat. 28. kötet. 1905–1906. Az irodalmi osztály emlékiratai. Bukarest: Cultura națională. 1906. 117–182. o.;

II. Introducere – Gramatică – Caracterizarea dialectului istroromân (Bevezető – Nyelvtan – Az isztroromán dialektus jellemzése). Bukarest: Cultura națională. 1926, Bukarest: Cultura națională, 1926;
III. Bibliografie critică – Listele lui Bartoli – Texte inedite – Note – Glosare (Kritikai bibliográfia – Bartoli jegyzékei – Kiadatlan szövegek – Jegyzetek – Szószedetek). Bukarest: Cultura națională. 1929
- (románul) Rosetti, Alexandru. Asupra repartizării dialectale a istroromânei (Az isztroromán nyelv nyelvjárási eloszlásáról). Grai și Suflet. V. 1. sz. 1931–1932. 1–9. o.
- (románul) Saramandu, Nicolae. Originea dialectelor românești (pe baza surselor istorice), Bukarest: Editura Academiei Române. 2005
- (románul) Sârbu, Richard – Frățilă, Vasile. Dialectul istroromân. Texte și glosar (Az isztroromán dialektus. Szövegek és szószedet). Temesvár: Amarcord. 1998
- (románul) Scărlătoiu, Elena. Istroromânii și istroromâna. Relații lingvistice cu slavii de sud: cuvinte de origine veche slavă (Az isztrorománok és az isztroromán nyelv/dialektus. Nyelvi viszonyok a délszlávokkal: régi szláv eredetű szavak). Bukarest: Staff, 1998
- (olaszul) Skok, Petar. Studi toponomastici sull'isola di Veglia (Helységnévi kutatások a Krk-szigeten). Archivio glottologico Italiano. 29. kötet. 1938. 113–119. o.
- (románul) Vasiliu, Emanuel. Fonologia istorică a dialectelor dacoromâne (A dákoromán nyelvjárások történeti fonológiája). Bukarest: Editura Academiei, 1968

## Egyéb külső hivatkozások
- (olaszul) – Associazione di amicizia Italo-Romena (Olasz–román baráti társaság). (Hozzáférés: 2018. május 16.)
- (több nyelven) Istro-Romanian Community Worldwide (Isztroromán közösség világszerte). (Hozzáférés: 2018. május 16.)
- (több nyelven) IstroRomanians in Croatia (Isztrorománok Horvátországban). (Hozzáférés: 2018. május 16.)
- (angolul), (horvátul) Očuvęj vlåška ši žejånska limba (A vlach és žejanei nyelv megőrzése). (Hozzáférés: 2018. május 16.)
- (horvátul) Osnovna škola "Ivan Goran Kovačić" Čepić („Ivan Goran Kovačić” általános iskola, Čepić). (Hozzáférés: 2018. május 16.)